# Ривес, Яков Юльевич
Яков Юльевич Ривес (6 [18] января 1886, Освея, Витебская губерния — 1975, Москва) — еврейский советский писатель.

## Биография
Участник революционного движения 1905. В годы гражданской войны работал в большевистском подполье в Белоруссии. Печататься начал в 1918 году.

### Сочинения
- «Подполье» («Унтерэрд», 1924)
- «Бам ям ун андере дерцейлунген» («У моря и другие рассказы», М., 1931)
- «Ян Дземба», М., 1935
- «Фарборгене койхес» («Затаённые силы», ром., М., 1941)
- «Большевики» (документальный роман на русском языке. 1965)
- «Дер вег цум зиг» («Путь к победе», М., 1975).